# پایگاه هوایی زاویتینسک
پایگاه هوایی زاویتینسک (به انگلیسی: Zavitinsk (air base))  یک فرودگاه نظامی   است که یک باند فرود بتن دارد و طول باند آن ۳۰۰۰ متر است. این فرودگاه در شهر زاویتینسک کشور روسیه قرار دارد و در ارتفاع ۲۷۶ متری از سطح دریا واقع شده است. 